# Nonde
Nonde è una circoscrizione urbana (urban ward) della Tanzania situata nel distretto urbano di Mbeya, regione di Mbeya. 
Conta una popolazione di 2 488 abitanti (censimento 2012).